# München Karlsplatz (przystanek kolejowy)
München Karlsplat – przystanek kolejowy w Monachium, w kraju związkowym Bawaria, w Niemczech. Znajdują się tu 2 perony. Znajduje się tu również stacja metra otwarta 10 marca 1984.